# Quslu (cràter)
Quslu és un cràter d'impacte en el planeta Venus de 8,7 km de diàmetre. Porta el nom d'un antropònim kazakh, i el seu nom va ser aprovat per la Unió Astronòmica Internacional el 1997.